# Эттинген-Валлерштейн
Эттинген-Валлерштейн (нем. Öttingen-Wallerstein) — небольшое княжество в южной части Священной Римской империи, к северу от Дуная.
Графство Эттинген-Валлерштейн впервые возникло в 1423 году в результате раздела земель дома Эттинген, однако вскоре было воссоединено с основной территорией владений Эттингенов.
В 1512 году этот род распался на две линии — протестантскую, получившую собственно замок Эттинген, и католическую, получившую Валлерштейн.
В XVII веке новые разделы ещё более ослабили позиции графов Эттинген-Валлерштейн, пока к 1731 году не сформировалось три княжества: Эттинген-Бальдерн, Эттинген-Шпильберг и Эттинген-Валлерштейн.
В 1774 году владетели Валлерштейна получили титул имперских князей. В 1806 году княжество было медиатизировано Баварией.